# Марса (Мальта)
Марса (мальт. Marsa, Il-Marsa) — портовый город на побережье Великой гавани в Мальте. Название «Марса» в переводе с арабского означает «порт».

## Предприятия
В Марсе находится крупнейшая и важнейшая на Мальте судоверфь. Здесь же находится одна из двух электростанций, которая обеспечивает электроэнергией бо́льшую часть Мальтийского архипелага. В городе по-прежнему функционирует Марсийский ипподром, километровая гоночная трасса, построенная в 1869 году.

## Детское Евровидение — 2014
Мальтийский судостроительный завод «Мальта Шипбилдинг» был выбран местом проведения международного конкурса песни «Детское Евровидение», который прошёл в ноябре 2014 года..

## Города-побратимы
- Бриджуотер[5]